# 원피스 4기
일본 애니메이션 《원피스》 4기 '알라바스타 편' (アラバスタ編)은 오다 에이치로의 원작 만화 17권~24권까지의 내용을 바탕으로 도에이 애니메이션이 제작하고 우다 고노스케가 감독한 시즌이다. 2001년 12월 16일부터 2002년 10월 27일까지 일본 후지 TV에서 처음 방송되었으며, 회차는 총 38회 (93화~130화)에 달한다.
알라바스타 편에서는 몽키 D. 루피의 밀짚모자 해적단이 알라바스타 왕국의 내전 사태를 막아 달라는 네펠타리 비비 공주의 호소를 수락하고, 왕국을 전복시킬 음모를 가진 바로크 워크스와 대결하는 내용을 다루고 있다. 전체 38화 가운데 초반부 16화 (93화~108화)는 '알라바스타 상륙' (アラバスタ上陸) 편으로 비비와 루피 일행이 알라바스타의 내전 사태를 막기 위해 동분서주하는 과정을, 후반부 22화 (109화~130화)는 '알라바스타 격투' (アラバスタ激闘) 편으로 밀짚모자 해적단과 바로크 워크스의 본격적인 대결, 사태의 마무리와 니코 로빈의 동료 영입까지의 과정을 다뤘다.
대한민국에서는 대원씨아이에서 판권을 확보, 2004년 공중파 KBS2에서 더빙으로 방영하였다. KBS 더빙판은 투니버스 등 다른 방송사에서도 그대로 방영되다가, 2012년 대원방송의 〈원피스 Original〉이란 무삭제판으로 재더빙되었다. 대원방송의 기수 구분으로는 알라바스타에 도착하기 이전 두 시즌이 '원피스 2기'라는 한 시즌으로 묶였기에, 알라바스타 편은 '원피스 3기'로 명명되었다. 미국에서는 2006년~2007년 포키즈 엔터테인먼트에서 처음 더빙 방영되었으나 일부 분량이 잘려나갔으며, 이후 퍼니메이션 엔터테인먼트에서 무삭제 완전판을 방영하였다.
알라바스타 편에서 사용된 오프닝곡은 총 2곡으로, Folder5의 〈Believe〉가 48화~115화에, 더 베이비스타즈의 〈빛으로〉 (ヒカリヘ)가 116화~168화에 사용되었다. 엔딩곡은 총 4곡으로, 첫번째 엔딩곡으로 AI-SACHI의 〈BEFORE DAWN〉이 82화~94화에, 두번째 엔딩곡으로 The Kaleidoscope의 〈fish〉가 95화~106화에, 세번째 엔딩곡으로 우에하라 타카코의 〈GLORY - 네가 있으니까〉(GLORY-君がいるから- )가 107화~118화에, 네번째 엔딩곡으로 Janne Da Arc의  〈Shinning ray〉가 119화~132화에 사용되었다. 대한민국에서는 2004년 KBS 더빙판 당시 오프닝곡으로 코요태의 〈우리의 꿈〉이, 엔딩곡으로 신지의 〈나를 너에게〉가 사용되었다.

## 회차 정보
| 알라바스타 상륙 편 |    |                                                                                     |                                                 |               |   |                  |   |
| 93 | 1  | "자, 사막의 나라로! 비를 부르는 가루와 반란군" "いざ砂漠の国へ！雨を呼ぶ粉と反乱軍" | 우다 코노스케                                   | 다케가미 준키 | - | 2001년 12월 16일 | - |
| 알라바스타 왕국 나노하나 마을에 도착한 밀짚모자 해적단은 미스터 쓰리의 배가 정박해 있는 것을 보고 놀란다. 바로크 워크스의 눈을 피해 조심스럽게 이동하던 해적단 일행은 반란군의 본거지 '유바 오아시스'로 향하기로 하고 물과 식량을 준비하기 위해 시장을 둘러보는데, 따로 흩어진 상황에서 피곤했던 쵸파가 반란군 수장 '코자'의 천막수레에 올라 잠들어 버렸다가, 맘씨 좋은 낙타의 도움으로 탈출한다. 한편 밥을 찾아 제 혼자 멀리 뛰쳐나가 버린 루피는 사막 너머 카트레아라는 오아시스에 도착한다. 카트레아는 나노하나 마을과는 달리 비가 내리는 지역으로, 그곳의 유일한 주민으로 남아 있던 아저씨는 '댄스 파우더'라는 인공비를 만드는 가루를 다루고 있었다. 댄스 파우더는 세계정부에서 사용을 금지했지만 비가 내리지 않는 알라바스타에서 상당한 수입을 남길 수 있기에 쓰고 있다고 밝힌다. 나머지 일행들이 변장을 마치고 출발 준비를 하는 사이, 아저씨로부터 도시락을 빼앗아 먹은 루피는 사막에서 뭔가와 마주친다. |    |                                                                                     |                                                 |               |   |                  |   |
| 94 | 2  | "호걸들의 재회! 불주먹의 에이스" "豪傑達の再会！奴の名は火拳のエース"               | 시미즈 준지                                     | 시마다 미치루 | - | 2001년 12월 23일 | - |
| 사라져버린 루피를 찾아 나서던 동료들은 스모커 대령과 타시기가 나타난 것을 보고 몸을 숨긴다. 같은 시각 어떤 한 해적도 루피의 수배서를 내보이며 수소문하고 있었다. 그는 다름아닌 흰수염 해적단의 2번 대대장 포트거스 D. 에이스로, 루피와는 동생 관계였다. 식당에서 에이스를 발견한 스모커는 체포에 나서려다 밥 냄새를 맡은 루피의 초강력 돌진에 두 사람 모두 벽울 뚫고 나가떨어진다. 정신을 차린 스모커는 체포를 위해, 에이스는 반가운 동생과의 재회를 위해 루피를 뒤쫓아간다. 동료들과 만난 루피는 그 길로 도망치고, 에이스는 이글이글 열매 능력자임을 밝히며 스모커와 해병들을 막아세운다. |    |                                                                                     |                                                 |               |   |                  |   |
| 95 | 3  | "에이스와 루피! 형제의 뜨거운 정과 헌신" "エースとルフィ！熱き想いと兄弟の絆"       | 가도타 히데히코                                 | 시마다 미치루 | - | 2002년 1월 6일   | - |
| 루피는 자신보다 3년 전 먼저 바다로 나갔던 형과 갑작스럽게 재회했다며 기뻐한다. 물자를 확보한 밀짚모자 해적단은 다음 행선지 '초록의 마을 에르마르'로 향할 준비를 하지만, 그 새 루피는 동료들과 동떨어져 길을 잃는다. 그 때 에이스가 루피의 앞에 나타나고 두 사람은 즐거운 팔씨름 시합을 한다. 에이스는 자신이 흰수염 해적단에 들어갔다는 사실을 밝히고, 루피도 동료들을 소개하는 등 서로의 근황을 나눈다. 동네 현상금 사냥꾼들의 도발을 제압한 두 사람은 고잉메리호를 찾아 건너가고, 동료들은 루피와는 정반대 성격의 형 에이스의 모습에 놀란다. 그때 바로크 워크스 소속 '빌리언즈'의 함선 다섯 척이 고잉메리호 앞을 가로막고, 에이스는 이글이글 열매 능력의 기술을 활용하여 모조리 침몰시켜 버린다. 한편 밀짚모자 해적단과 비비 공주가 동행한다는 사실과 더불어 크로커다일을 해치우려 하고 있음을 안 스모커는 다음 기회에는 반드시 붙잡겠다고 다짐한다. 에이스 역시 흰수염 해적단의 부하였으나 동료들을 죽이고 도망친 '검은 수염'이라는 작자를 찾아 결판을 내기 위해 이곳으로 건너왔음을 밝힌다. 마침 밀짚모자 해적단도 반란군의 근거지 유바로 향하는 길이었기에 에이스와 해적단은 같은 여정에 나선다. |    |                                                                                     |                                                 |               |   |                  |   |
| 96 | 4  | "초록 도시 에르말과 쿵푸 듀공!" "緑の町エルマルとクンフージュゴン！"                | 이케다 요코                                     | 시마다 미치루 | - | 2002년 1월 13일  | - |
| 알라바스타의 국왕 네펠타리 코브라는 먹을 것이 없다고 한탄하는 국민들을 직접 보살피는 한편으로 비비 공주가 어디서 무얼 하고 있을지 걱정하고 있었다. 같은시각 비비는 크로커다일의 음모를 밝히는 내용의 편지를 거대 오리 카루에게 맡겨, 수도 아르바나에 가서 아버지께 전해 달라는 특명을 내린다. 유바 마을 인근 연안에 도착한 고잉메리호 앞에 쿵푸 실력자 듀공들이 나타나 승부를 걸어온다. 루피는 듀공들을 싱겁게 이겨 버리고, 제자들을 자처하는 수많은 듀공들이 따라 나서려 하지만 결국 작별 인사를 나눈다. 유바로 가는 길목에서 루피 일행은 초록마을로 불리던 에르말의 폐허와 마주한다. 몇년 전까지만 하더라도 비가 내리는 곳이었지만 지난 3년간 전혀 비가 내리지 않아 몰락한 마을이었다. 국왕이 있는 수도 아르바나는 다른 지역과는 달리 댄스 파우더를 이용한 인공비가 내렸는데, 사실 댄스 파우더란 근처의 구름들을 끌어모아 내리게 하는 원리였기 때문에 구름을 빼앗긴 다른 지역은 점점 더 황폐해지는 함정이 있었다. 비가 내리지 않게 된 다른 지역은 국왕이 비를 빼앗아가고 있다며 반발했지만, 사실은 국왕 역시 전혀 모르던 일로, 궁전에서 갑자기 대량의 댄스 파우더가 발견되는 사건도 있었다. 국왕에 대한 신뢰가 바닥을 치자 반란이 벌어진 것이 지금의 내전으로 발전했다고 비비는 설명한다. 모든 진상을 파악한 밀짚모자 해적단은 바로크 워크스를 반드시 처단하겠다고 각오한다. |    |                                                                                     |                                                 |               |   |                  |   |
| 97 | 5  | "사막 대 모험! 사막에 사는 요괴들" "砂の国の冒険！炎熱の大地に棲む魔物"             | 고사카 하루메                                   | 다케가미 준키 | - | 2002년 1월 20일  | - |
| 밀짚모자 해적단과 비비, 에이스는 유바 마을을 향해 뜨거운 사막을 건너간다. 하룻밤을 지샌 그 다음날, 루피가 크게 다친 새들을 발견하고 동료들에게 알리러 간 사이 갑자기 모든 짐을 빼앗겨 버린다. 비비는 그 새들이 여행자를 속여 짐을 빼앗는 사막의 도적이라 설명한다. 한편 루피는 거대한 식충식물 속에 버티고 있던 어떤 낙타를 데려온다. 동료들에게 돌아가는 루피를 뒤따라온 거대 도마뱀을 조로와 에이스가 나서 처리하고, 쵸파는 루피와 같이 온 낙타가 가트리아에서 자신을 도왔던 낙타임을 알아보고, 여행길에 함께하는 친구로 영입한다. |    |                                                                                     |                                                 |               |   |                  |   |
| 98 | 6  | "사막해적단 등장! 자유를 즐기는 사나이들" "砂漠の海賊団登場！自由に生きる男達"      | 니시오 다이스케                                 | 다케가미 준키 | - | 2002년 1월 27일  | - |
| 밀짚모자 해적단의 동료들은 선인장의 환각에 빠져버린 루피를 달래다가 에이스와 동떨어져 길을 잃는다. 그 사이 나미와 비비, 낙타가 사막의 해적단에게 붙잡혀 버린다. 자신들을 모래족 바르바르단으로 소개한 선장 '바르바로사'는 루피와 오해를 풀고 친해진다. 바르바르단은 사막 한가운데서 배를 꼼짝할 수 없지만 그렇다고 배를 버릴 수 없는 난감한 상황에 처해 있었다. 바르바르단의 모래썰매 실력자 '라사'는 배 수리를 위해 메리어스의 오아시스에서 목재를 구해오라는 임무를 맡고 비비도 라사와 동행한다. 이후 바르바르단과 적대 관계에 있는 도시의 도적들이 습격해 오지만, 거대 쇠똥구리의 등장으로 위기를 벗어난다. 같은 시각 라사는 어렸을 적 이곳 마을에 무슨 일이 벌어진다면 살피러 오겠다는 국왕과 비비의 약속을 홀로 기다렸으나 돌아오지 않았다며 슬퍼하고, 비비는 용서를 구한다. |    |                                                                                     |                                                 |               |   |                  |   |
| 99 | 7  | "가짜 반란군 카뮤의 진짜 의지!" "ニセモノの意地！心の反乱軍カミュ！"                | 사카이 무네히사                                 | 다케가미 준키 | - | 2001년 2월 3일   | - |
| 바르바르단과 작별 인사를 나누고 다시 유바로 향하는 밀짚모자 해적단. 그 사이 길을 잃은 에이스는 반란군을 자처하는 이도 마을의 겁쟁이 호위꾼 '카뮤'와 안면을 튼다. 마을 사람들 사이에서 '모래족'이 쳐들어온다는 불길한 소문이 들려오고, 에이스는 그 모래족이란 사람들이 밀짚모자 해적단임을 알아차린다. 그 사실을 잘 모르는 카뮤와 부하들은 마을 사람들의 응원을 뒤로 하고 이곳에서 도망쳐 나오려 하지만, 루피 일행이 단단히 가로막아 버린다. 어렸을 적 보았던 알라바스타 전사들을 동경하는 마음으로 강한 척을 하며 살아왔던 카뮤는 다시 마을 아이들이 지켜보는 이번에야말로 정말 영웅으로서 죽겠다며 죽음을 각오한다. 마을을 생각하는 마음을 확인한 비비와 루피 일행은 일부러 져주는 척하며 이도 마을을 떠난다. 비비는 문득 어릴 적 만났던 어떤 용감한 소년을 떠올린다. |    |                                                                                     |                                                 |               |   |                  |   |
| 100 | 8  | "반란군 전사 코자! 비비에게 맹세한 꿈!" "反乱軍戦士コーザ！ビビに誓った夢！"        | 엔도 유지                                       | 다케가미 준키 | - | 2002년 2월 10일  | - |
| 반란군에 대한 정보를 묻는 나미에게 비비는 11년 전의 이야기를 시작한다. 그날도 '토토'라는 촌장이 국왕 앞에 찾아와 먹고 살수 없는 현실을 하소연하였고 국왕은 토토를 아르바나에 머무는 동안이나마 잘 챙겨 주기로 한다. 토토의 아들 '코자'는 까칠한 성격에 힘입어 국왕의 딸 비비와 주먹다짐을 벌이고, 비비가 이끌던 동네 꼬마들의 모임, '모래모래단'의 새 리더가 된다. 국왕과 이가람은 두 아이들이 친구 관계로 나아가고 있음을 확인하고 안심한다. 어느날 마을 불량배둘이 몸값을 노리고 비비를 납치하려 하자, 코자는 모래모래단의 아이들을 동원해 힘껏 저항하여 구출해 내는 용기를 보여준다. 비비는 소중한 친구가 죽을 뻔했다며 눈물을 보인다. 이후 국왕은 토토에게 모든 마을로부터 왕래할 수 있는 유바 오아시스에 새 마을을 건설하면 어떻겠냐는 제안을 하고, 토토와 코자는 왕명을 받들어 새 마을 건설을 위해 유바로 떠난다. 그러나 세월이 흘러 유바는 반란군의 근거지가 되었고, 그 반란군 리더는 다름아닌 코자로 밝혀지고 말았다. |    |                                                                                     |                                                 |               |   |                  |   |
| 101 | 9  | "결투! 에이스 VS 사나이 스콜피온" "陽炎の決闘！エースVS男スコーピオン"              | 가도타 히데히코                                 | 시마다 미치루 | - | 2002년 2월 17일  | - |
| 현상금 사냥꾼 출신의 '스콜피온'이 에이스의 현상금을 노리고 사막 한가운데서 등장, 검은 수염을 쓰러뜨렸다는 허세와 함께 달려들지만 전혀 상대가 되지 못한다. 스콜피온의 두 아들 '디프'와 '치프'는 자신들을 위해 집을 나가버린 아버지를 찾아 헤메고 있었다. 스콜피온은 아무리 보잘것 없어도 최강의 영웅에게 달려들 수 있으며, 사나이로서 꿈에 도전하는 모습을 보여주고 싶었다며 아이들을 달랜다. 마지막까지 맞서려던 스콜피온과 아이들의 머리 위로 절벽의 돌덩이가 떨어지고, 에이스는 그 돌덩이들을 해치워 목숨을 구해 준다. 스콜피온과 아들들이 집으로 돌아간 뒤, 검은 수염이 알라바스타 왕국에 없다는 것을 확인한 에이스는 어떤 종이조각을 루피에게 건네며 '너와 나를 다시 만나게 해줄 것'이라 말한다. 루피와 에이스는 다시 만날 것을 약속하며 작별 인사를 나눈다. |    |                                                                                     |                                                 |               |   |                  |   |
| 102 | 10 | "수수께끼 유적지! 이상적인 국가" "遺跡と迷子！ビビと仲間と国のかたち"               | 우다 코노스케                                   | 시마다 미치루 | - | 2002년 2월 24일  | - |
| 또다시 환각에 빠져버린 루피, 그를 말리는 조로와 쵸파는 동료와 동떨어져 미아가 되어 버린다. 쵸파는 조로와 대화를 나누며 동료 간의 팀워크의 의미가 무엇인지를 생각한다. 이후 루피 일행은 모래구덩이 속으로 빨려 들어가 지하의 유적지에 갇힌다. 같은 시각 나머지 동료들은 예로부터 일궈져 왔던 어떤 문명의 유적지에 도달한다. 지하에서 미스터리의 문자가 새겨진 거대한 돌을 발견한 루피 일행은 천장에 구멍을 뚫고 밖으로 나아가 동료들과 재회한다. 비비는 밀짚모자 해적단을 보면서 혼자로는 절대 이룰 수 없는, 동료로서의 최선을 다하고 있음을 느끼고 이 또한 나라를 다스리는 형태일지 모르겠다고 생각한다. |    |                                                                                     |                                                 |               |   |                  |   |
| 103 | 11 | "스파이더즈 카페, 폐허가 된 유바!" "スパイダーズカフェに8時敵幹部集"                | 코사카 하루메                                   | 다케가미 준키 | - | 2002년 3월 3일   | - |
| 루피는 나미의 도움으로 에이스에게서 받은 종이를 밀짚모자의 끈 뒷편에 묶어 보관한다. 밀짚모자 해적단이 유바에 가까워지려던 그날 밤, 크로커다일의 부름을 받고 집합한 바로크 워크스의 '오피스 에이전트'들이 '스파이더즈 카페'에 모습을 드러낸다. 이들은 카페에 전해진 지령서를 읽고 꿈의 도시 레인 베이스로 향하기로 한다. 같은 시각, 밀짚모자 해적단의 앞에 모습을 드러낸 유바는 모래 폭풍을 잔뜩 뒤집어쓴 폐허의 마을이었다. 오아시스도 이미 바닥을 드러낸 지 오래, 어느 할아버지만 마을을 지키며 우물을 파내려가고 있었다. 이곳에 있던 반란군 역시 나노하나 마을 옆의 카토레아 마을로 근거지를 옮긴 상황이었다. 할아버지는 비비 공주를 알아보고 자신은 사실 그때 만났던 토토 아저씨라고 밝힌다. 국왕은 절대 배신할 분이 아니라며 이 자리를 굳게 지키고 있었던 토토는 비비에게 반드시 반란군을 막아 달라고 부탁한다. 그 시각 카토레아에서 어린 시절 비비 공주와의 만남을 추억하던 코자는 나라를 지킨다는 명목하에 행동 개시에 나서려 한다. |    |                                                                                     |                                                 |               |   |                  |   |
| 104 | 12 | "루피 VS 비비! 비비의 눈물" "ルフィVSビビ！仲間に賭ける涙の誓い"                    | 겐 고야마                                       | 다케가미 준키 | - | 2002년 3월 10일  | - |
| 레인 베이스에 모인 바로크 워크스의 오피스 에이전트들 앞에 미스 올선데이와 크로커다일이 처음 모습을 드러낸다. 바로크 워크스를 운영하며 이날까지 달려온 크로커다일은 최종작전 '유토피아'를 설명하고, 내일 아침 7시에 실행을 개시하기로 한다. 그 순간 비밀기지에 미스터 쓰리가 나타나 밀짚모자 일당과 비비 공주를 놓쳐 버렸음을 실토한다. 크로커다일은 이전에 리틀 가든에서 그들을 처리했다던 통화가 다른 누군가의 거짓말이었음을 깨닫는다. 미스터 투 봉쿠레 역시 비비와 밀짚모자 해적단의 인상착의를 알아보고 경악한다. 크로커다일은 미스터 쓰리를 메말라 버리게 만든 다음 거대 악어의 먹이로 던져 버리고, 미스 올선데이에게 어떻게든 비비와 코자가 만나지 못하게 하라는 명령을 내린다. 밀짚모자 해적단은 유바에서 하룻밤을 묵고 카토레아로 향하기 시작한다. 그러나 루피는 지금 가봤자 반란군과 함께 무얼 하겠느냐며 그만두자고 말한다. 한시라도 더 국민들의 무의미한 희생을 막아야 했던 비비는 루피의 행동에 분노하며 뺨을 때리지만, 오히려 루피는 모두가 무사하길 바라는 그런 정신으로 크로커다일을 어떻게 상대하겠느냐며, 동료로서 같이 목숨을 걸겠다고 다독인다. 그런 다음 이 모든 문제의 핵심, 즉 크로커다일이 있는 곳으로 향하기로 결정한다. |    |                                                                                     |                                                 |               |   |                  |   |
| 105 | 13 | "꿈의 도시, 레인 베이스 도착!" "アラバスタ戦線！夢の町レインベース"                 | 엔도 유지                                       | 시마다 미치루 | - | 2002년 3월 17일  | - |
| 레인 베이스로 목적지를 바꾼 밀짚모자 해적단. 같은 시각 코자는 무기가 모이는 대로 반란군을 소집해 아르바나에 총공격을 가하기로 한다. 그런 반란군의 움직임에 대응을 고심하던 국왕 앞에 카루가 나타나 비비 공주의 편지를 전하고, 이 왕국을 움직이는 흑막이 크로커다일이었음을 알게 된다. 국왕은 아르바나의 궁전을 반란군에게 내주는 한이 있더라도 레인 베이스로 병력을 끌고 직행하여 크로커다일을 제거하기로 결심한다. 레인 베이스에 도착한 루피는 술집에서 물을 찾다 우연히 그곳에서 밀짚모자 일당의 행방을 찾던 스모커, 타시기와 마주쳐 버리고 줄행랑을 친다. 루피는 레인 베이스에 크로커다일이 운영하는 카지노 '레인디너즈'가 있음을 깨닫는다. 밀짚모자 해적단은 해병들의 추적을 피해 곳곳으로 흩어지고, 루피와 우솝, 나미, 조로는 레인디너즈 안으로 들어간다. |    |                                                                                     |                                                 |               |   |                  |   |
| 106 | 14 | "레인 디너즈로 돌진! 크로커다일의 함정" "絶体絶命の罠！レインディナーズ突入"        | 가도타 히데히코                                 | 시마다 미치루 | - | 2002년 3월 24일  | - |
| 크로커다일을 찾아 나선 루피와 우솝, 나미, 조로. 그리고 그들을 뒤쫓던 스모커 대령. 미스 올선데이는 카지노 직원에게 루피 일행을 VIP실로 안내하라 지시하고, 통로를 달리던 다섯 사람은 함정에 빠져 버린다. 스모커와 루피는 바다에 빠지는 것과 동일한 효과를 내는 '해루석'으로 만들어진 감옥에 갇혀 악마의 열매 능력을 활용할 수 없게 된다. 꼼짝없이 갇혀버린 그들 앞에 크로커다일이 모습을 드러낸다. 한편 레인베이스의 건달들에게 시달리던 비비는 하늘에서 나타난 매의 능력자이자 국왕 수비대장 '페루'의 도움으로 구출된다. 그러나 그 순간 미스 올선데이가 두 사람 앞에 나타나 비비를 데려가려 한다. 미스 올선데이는 꽃꽃 열매의 능력자로 신체의 각 부분을 그 어디서든 꽃처럼 피워낼 수 있었다. 결국 미스 올선데이를 따라 카지노 안 VIP실로 들어간 비비는 크로커다일에게 일격을 날려 보지만, 크로커다일은 모래모래 열매의 능력자로서 신체가 모래로 변형될 수 있었기에 소용이 없었다. 12시가 되자 크로커다일은 그토록 기다려왔던 유토피아 작전의 개시에 나선다. |    |                                                                                     |                                                 |               |   |                  |   |
| 107 | 15 | "유토피아 작전 발동! 반란의 시작" "ユートピア作戦発動！動き出した反乱"              | 우다 코노스케                                   | 시마다 미치루 | - | 2002년 4월 14일  | - |
| 아르바나 궁전에서 국왕 네펠타리 코브라가 갑자기 모습을 감추고, 호위대장 차카는 병사들을 동원하여 국왕을 찾아나서기 시작한다. 같은 시각, 가뭄으로 신음하던 나노하나 마을에 코브라가 행차하여 자신이 댄스 파우더를 이용해 아르바나에만 비를 내리게 했다고 밝힌다. 그러면서 세계 정부에서 사용을 금지한 댄스 파우더가 이곳에서 밀수되는 것을 들키지 않기 위해 마을 사람들을 없애 버리겠다고 선언한다. 이때 나노하나에 온 코자가 국왕을 믿어 의심치 않던 백성들은 어찌하느냐고 분노하며 코브라에게 달려들지만 병사들에게 제압당해 버린다. 알고 보니 나노하나에 나타난 국왕은 변장한 미스터 투 봉쿠레였고, 마을을 불태우던 병사들은 '미스터 원'과 '미스 더블핑거'의 지시로 움직이는 바로크 워크스의 '밀리언즈'들이었다. 진실을 엿들은 마을 꼬마가 반란군에 사실을 알리려 하지만 미스터 원의 공격에 피투성이가 되고, 분노한 반란군과 코자는 아르바나 총공격을 개시한다. 차카는 국왕의 행동을 믿기 어려워하면서도 반란군이 집결했단 소식에 호위대장으로서의 본분을 다하기로 한다. 크로커다일의 작전을 깨달은 루피 일행은 분노하고, 비비는 반란군보다 먼저 아르바나에 도착하면 막을 수 있다며 희망을 버리지 않는다. |    |                                                                                     |                                                 |               |   |                  |   |
| 108 | 16 | "공포의 바나나 악어와 미스터 프린스" "恐怖のバナナワニとミスタープリンス"           | 겐 고야마                                       | 시마다 미치루 | - | 2002년 4월 21일  | - |
| 비비의 외침을 들은 크로커다일은 감옥의 열쇠를 악어들에게 먹이로 던져주고, 비비에게 해적단과 국민 중 하나를 선택하라 한다. 레인베이스와 나노하나는 아르바나와 거의 비슷하게 멀리 떨어져 있어 지금 달려가도 늦을 수 있었고, 루피 일행이 갇힌 이곳 역시 한시간 후면 물이 차오르는 방이었다. 크로커다일은 유바에 모래폭풍을 일으킨 것 역시 자신의 소행임을 밝히며 토토 할아버지를 조롱한다. 크로커다일이 유유히 떠나려던 그 순간, 미스 올선데이가 들고 있던 전보벌레에 전화가 걸려온다. 전화를 건 사람은 다름아닌 상디로, 봉쿠레가 루피 일행들의 얼굴을 기억할 당시 배 안에 있어 얼굴을 미처 보지 못했기에 이곳에 갇히지 않을 수 있었다. 크로커다일 역시 리틀 가든에서 자신을 농락했던 그 인물임을 알아차리는 한편, 상디는 자신의 이름을 '미스터 프린스'로 소개하는 기지를 발휘한다. 크로커다일은 루피 일행이 갇힌 감옥을 악어들의 지하실로 내려보낸 다음 카지노를 빠져나가고, 비비 역시 아르바나에 진실을 전하러 가기로 한다. 밖으로 나온 크로커다일은 밀리언즈 병력들이 미스터 프린스에게 당했음을 목격하고, 레인디너즈의 다리를 무너뜨린 뒤 미스터 프린스를 죽이기로 각오한다. 그러나 상디는 사실 레인디너즈 안에 있었고, 비비를 만나 루피 일행이 갇힌 곳으로 향한다. |    |                                                                                     |                                                 |               |   |                  |   |
| 109 | 17 | "역전 대탈출의 열쇠! 미스터 쓰리!" "逆転大脱出への鍵！ドルドルボール！"             | 니시오 다이스케                                 | 다케가미 준키 | - | 2002년 4월 28일  | - |
| 상디는 크로커다일에게 전화를 걸기 전, 몸을 부풀린 쵸파를 미스터 프린스로 가장한 다음 밀리언즈 병력을 쓰러뜨리게 하였다. 크로커다일이 쓰러진 밀리언즈 요원으로부터 미스터 프린스로부터 당했다는 소식을 들은 그 시각, 쵸파는 작은 몸으로 돌아가 크로커다일의 추격을 이리저리 피하며 미끼가 되어주고 있었다. 한편 물이 차오르는 감옥 속에서 스모커는 크로커다일의 곁에 있던 미스 올선데이가, 세계정부가 20년간 쫓던 현상범이며 세계를 뒤흔들 대사건을 일으킬 여자란 사실을 밝힌다. 그 시각 상디가 나타나 악어를 발차기로 날리고, 악어의 뱃속에서 열쇠를 가진 미스터 쓰리가 등장한다. 루피 일행은 미스터 쓰리의 양초 능력으로 열쇠를 만들어 탈출하고, 뒤늦게 속임수를 알아차린 미스 올선데이와 크로커다일이 카지노로 되돌아오지만, 그곳에는 미스터 프린스의 잘 있으란 메시지만이 남아 있었다. 차오르는 물속을 헤엄쳐 지상으로 빠져나온 루피 일행. 조로는 루피의 명령에 따라 스모커도 함께 구출해 주었다. 스모커는 처음이자 마지막으로 루피 일행을 눈감아준 채 보내주고, 루피는 그런 스모커를 마음에 들어한다. |    |                                                                                     |                                                 |               |   |                  |   |
| 110 | 18 | "인정사정 없다! 루피 VS 크로커다일" "情無用の死闘！ルフィVSクロコダイル"            | 엔도 유지                                       | 다케가미 준키 | - | 2002년 5월 5일   | - |
| 스모커는 밀짚모자 일당을 추적하려는 해병을 물려 주고, 쵸파는 거대 사막게를 구해와 동료들을 태워 아르바나로 향하기 시작한다. 그런데 크로커다일의 갈고리가 루피를 잡아가고, 루피는 동료들에게 먼저 가 있으라고 부탁한다. 비비와 동료들 역시 루피의 뜻을 지키는 한편으로 이 싸움의 시작을 각오한다. 크로커다일과 다시 마주한 루피는 승부를 걸고, 크로커다일은 3분간 아무런 반격 없이 맞아주기로 한다. 그러나 루피의 계속되는 공격에도 크로커다일은 계속해서 신체 일부분을 모래로 변형시키며 쓰러지지 않았다. 약속된 3분이 지나고 크로커다일은 모래함정을 만들어 루피를 빠뜨린다. 루피가 크로커다일에게 다시 한번 주먹을 날리자 크로커다일은 그 팔의 수분을 흡수하여 미라로 만든다. 루피가 유바의 토토 할아버지가 주었던 물을 마시고 되돌아오자, 크로커다일은 다시 한번 유바에 들이닥칠 모래폭풍을 일으키고, 분노하여 달려드는 루피의 가슴팍에 왼팔의 갈고리를 꽂아버린다. |    |                                                                                     |                                                 |               |   |                  |   |
| 알라바스타 결투 편 |    |                                                                                     |                                                 |               |   |                  |   |
| 111 | 19 | "기적을 향한 질주! 알라바스타 동물랜드" "奇跡への疾走！アラバスタ動物ランド"        | 후지세 준이치                                   | 다케가미 준키 | - | 2002년 5월 12일  | - |
| 생수가 펑펑 솟아오르는 오아시스를 보며 감격에 젖은 토토 할아버지의 앞에 크로커다일이 불러 일으킨 모래폭풍이 다가온다. 크로커다일은 크게 다친 루피를 모래함정 구덩이 속으로 내던져 버린다. 루피와 헤어진 나머지 동료들은 걱정하는 마음을 가득 품고 아르바나로 향하고, 바다로 향하려는 스모커는 타시기에게 네 정의를 따라 마음대로 활동하라는 명을 내린다. 그날 밤 레인베이스와 아르바나 사이의 큰 강을 건너게 된 밀짚모자 해적단은 거대 메기의 습격을 받지만 쿵푸 듀공들이 나타나 싸워준 덕에 무사히 뭍으로 상륙한다. 이어 카루가 이끄는 오리 부대 '초카루가모 부대'가 등장하여 비비와 밀짚모자 해적단을 맞이한다. 그 시각 미스 올선데이가 구덩이 속에 갇혀 있던 루피를 꺼내준 뒤 페루에게 넘긴다. 아르바나에서는 호위대장 차카가 반란군과의 싸움을 각오하는 한편, '미스터 포'와 '미스터 메리 크리스마스'에게 납치되어 있던 국왕은 방위군과 반란군의 충돌에 가슴앓이한다. 모두가 엇갈린 생각 속에 충돌하려는 그 시각, 이가람의 그림자가 항구도시 나노하나에 드리워진다. |    |                                                                                     |                                                 |               |   |                  |   |
| 112 | 20 | "반란군 VS 국왕군! 아르바나의 결전" "反乱軍VS国王軍！決戦はアルバーナ！"            | 사카이 무네히사                                 | 시마다 미치루 | - | 2002년 5월 19일  | - |
| 루피는 크로커다일을 절대 용서할 수 없다며 페루에게 고기를 달라고 부탁한다. 코자는 반란 대군을 이끌고 아르바나 인근으로 달려오고 있었고, 차카는 방위대에게 방어 태세를 갖추라 명한다. 아르바나 서쪽 성문에서는 미스터 투 봉쿠레를 비롯한 바로크 워크스 요원들이 비비 제거 작전을 재확인한다. 그런데 그 순간 흰 망토를 뒤집어쓴 밀짚모자 일당들이 '초카루가모 부대'를 하나씩 타고 성문 쪽으로 접근해 온다. 누가 비비인지 알아볼 수 없는 상황 속에서, 밀짚모자 일당들은 셋으로 갈라져 아르바나의 성문 3곳을 향해 이동하기 시작하고, 요원들도 각자 갈라져 상대하기로 한다. 그러나 초 카루가모 부대를 탄 밀짚모자 일당 가운데 비비는 없었고, 세 부류로 나뉜 동료들이 각자의 대문에서 요원들을 상대하는 구도가 완성된다. 비비는 홀로 카루를 타고 아르바나를 향해 돌격하는 반란군 앞으로 가서 자기 이야기를 들어달라고 외치기 시작한다. 그러나 엄청난 진격 속도에 먼지가 불어닥치는 정신없는 현장 속에서 코자는 비비의 외침을 듣지 못하고, 왕국 수비대 측에 잠입했던 스파이가 대포를 쏘아 도발하는 식으로 방해 작전을 이어나간다. 결국 코자는 비비를 전혀 보지 못한 채 지나쳐 가고, 그대로 반란군은 아르바나 함락 작전을 개시한다. 반란군에게 짓밟혀 버린 카루를 보며 좌절하던 비비의 앞에, 갑자기 우솝이 나타나 그 새는 내버리고 말에 올라타라고 말한다. 평소와는 다른 낌새에 비비는 동료의 증표를 내보이라 요구하고, 우솝은 팔에 묶은 끈을 보여주지만 사실 동료의 증표는 그 끈으로 감춰둔 x자 모양이었다. 진짜 우솝은 낙타와 함께 상디를 만나러 갔고, 비비가 만난 우솝은 미스터 투 봉쿠레였다. |    |                                                                                     |                                                 |               |   |                  |   |
| 113 | 21 | "울부짖는 아르바나! 카루, 하늘을 날다" "嘆きのアルバーナ！激闘カルー隊長！"         | 가도타 히데히코                                 | 시마다 미치루 | - | 2002년 6월 2일   | - |
| 비비가 위험하단 사실을 알아차린 상디는 그 길로 구출 작전에 나선다. 비비는 봉쿠레의 공격을 피해 카루를 타고 아르바나의 절벽을 오르기 시작한다. 꼭대기를 앞두고 발을 헛디뎌 추락하려는 그 순간, 카루는 동료들을 생각하며 완력을 끌어올려 하늘을 나는 기지를 발휘한다. 성벽 위로 올라왔지만 벌써부터 반란군과 왕국군의 싸움이 시작된 모습을 본 비비는 중심부로 향하려 하지만 카루가 기력이 다해 쓰러진다. 때마침 나타난 상디가 비비를 쫓아오던 봉쿠레를 본격적으로 상대하기 시작한다. 같은 시각 아르바나 남동쪽 성문에서는 쵸파 혼자서 미스터 포와 미스 메리크리스마스를 상대하고 있었다. 서쪽 성문에서는 조로와 나미가 미스터 원과 미스 더블핑거를 상대하기 시작한다. 쵸파는 상디의 말을 따라 자신을 찾아온 우솝에게 미스 메리크리스마스가 악마의 열매를 먹은 두더지 인간이며 지면 아래로 숨어들어갔다고 알린다. 미스터 포는 닥스훈트를 먹은 총기인 '라스'의 악마의 열매 능력으로 공을 쏘게 한 뒤 방망이로 맞추어 공격하는 위력을 갖췄다. 우솝은 두 사람의 공격에 그대로 당하고 만다. |    |                                                                                     |                                                 |               |   |                  |   |
| 114 | 22 | "두더지 땅굴 4번 가의 결투" "仲間の夢に誓う！決闘モグラ塚4番街"                     | 다나카 코지 (연출) 우다 코노스케 (스토리보드)   | 다케가미 준키 | - | 2002년 6월 9일   | - |
| 미스 메리크리스마스가 땅굴을 파고 들어간 뒤 구멍 곳곳으로 나오며 공격하자, 우솝은 5톤짜리 망치를 들고 두더지 잡기를 시작한다. 그러나 그 망치는 속이 텅 빈 망치였기에 미스 메리크리스마스에게 아무런 상처 하나 남기지 못했고, 쵸파는 라스가 날린 폭탄공 세례에 당해버린다. 그러나 럼블볼을 복용한 쵸파는 두더지 땅굴이 서로 연결되어 있는 것을 간파하고, 우솝은 모든 구멍을 막은 뒤 폭탄을 넣어 터뜨린다. 그럼에도 살아있는 모습에 겁이 난 우솝이 도망가려 하자 미스 메리크리스마스는 약해빠진 선장의 그 선원이라며, 루피가 살해당했다는 소식을 전한다. |    |                                                                                     |                                                 |               |   |                  |   |
| 115 | 23 | "개봉박두! 복사복사 몽타쥬" "本日大公開！マネマネモンタージュ！"                    | 고사카 하루메                                   | 다케가미 준키 | - | 2002년 6월 16일  | - |
| 우솝은 루피가 해적왕이 될 남자라며 그렇게 쉽게 죽을 리 없다고 분노한다. 그 틈을 파고든 미스터 포가 우솝을 4톤짜리 방망이로 후려친다. 그러나 우솝은 동료의 꿈이 비웃음당했다며 피투성이가 된 채 일어서며 반격에 나선다. 우솝은 미스 메리크리스마스에게 일부러 붙잡힌 뒤, 미스터 포에게 연막탄을 날린다. 앞이 보이지 않은 미스터 포가 미스 메리크리스마스를 실수로 날려 버리자, 우솝이 망치를 미스터 포에게 날려 쓰러뜨림으로서 아르바나 남동쪽 성문의 전투는 우솝과 쵸파의 승리로 마무리된다. 코자는 코브라 국왕에게 직접 항복을 받아내기로 결심하며 왕궁으로 향하고, 비비 역시 국왕군을 만나 차카가 있는 곳으로 안내하라 명한다. 그 시각 상디는 봉쿠레와 발차기를 겨루고 있지만 호각을 겨루는 승부에 쉽사리 결론을 내지 못한다. 봉쿠레는 상디가 여자에게만큼은 정신을 못 차린다는 것을 알아차리고, 복사복사 몽타주 기술을 이용해 나미 얼굴을 취한 채로 결투에 나선다. 차카를 만난 비비는 싸움을 멈추기 위해 왕궁을 파괴해 달라 부탁하고, 지난날 국왕의 말을 떠올린 차카는 비비의 부탁에 따른다. |    |                                                                                     |                                                 |               |   |                  |   |
| 116 | 24 | "나미로 변신! 봉쿠레의 발레 권법" "友に変身！ボンクレー連発バレエ拳法"              | 고야마 켄                                       | 시마다 미치루 | - | 2002년 6월 23일  | - |
| 여자를 절대 건드리지 못하는 상디는 나미 얼굴을 한 봉쿠레에게 속수무책으로 당해 버린다. 그러나 머지않아 봉쿠레가 다른 사람으로 변신할 때에는 발레 권법을 쓸 수 없다는 것을 간파해 낸다. 위장 기술을 포기한 봉쿠레는 발 끝에 달린 백조 머리로 공격범위를 늘려 보지만, 상디가 더 빠른 스피드로 극복하여 봉쿠레를 쓰러뜨리는 데 성공한다. 어차피 제거될 운명이니 목숨을 거두어 가라는 봉쿠레에 말에 상디는 좋은 승부였다며 살려 준다. 봉쿠레가 훔쳐간 우솝의 고글을 회수하는 것으로 아르바나 남동쪽의 전투는 상디의 승리, 그리고 작은 우정으로 마무리된다. 조로를 상대하던 미스터 원은 온몸을 날카롭게 바꿀 수 있는 칼날인간임을 밝힌다. 그의 파트너 미스 더블핑거는 조로와 같이 있던 나미를 상대하러 나선다. 왕궁에서는 비비가 폭약을 설치해 불을 붙이려는데, 눈앞에 크로커다일이 나타나 루피를 죽여 버렸다는 사실을 밝힌다. |    |                                                                                     |                                                 |               |   |                  |   |
| 117 | 25 | "나미의 일기예보! 크리마택트" "ナミの旋風注意報！クリマタクト炸裂"                  | 이케다 요코                                     | 시마다 미치루 | - | 2002년 6월 30일  | - |
| 아르바나 왕국에 도착하기 전 나미는 모두에게 짐이 되지 않고 직접 싸울 수 있도록, 우솝에게 강력한 무기를 만들어 달라고 부탁한다. 나미와 대결하게 된 미스 더블핑거는 가시가시 열매 능력자로 신체에서 가시를 뽑아낼 수 있었다. 그에 맞서 나미가 꺼내든 우솝표 무기는 '크리마택트'라는 막대형 무기였다. 크리마택트의 쓸모 없는 기능에 기겁한 나미는 설명서 뒷면에 적힌 진기능을 읽게 된다. 크리마택트는 열기, 냉기, 전기의 에너지 볼을 뿜을 수 있는 기능을 갖추었는데, 이것들을 활용하여 주변 공기와 날씨를 변화시킬 수 있는 것이었다. 나미는 크리마택트로 자기 모습의 신기루를 만들어 미스 더블핑거의 가시공격을 피하는 데 성공한다. 그 시각 국왕 코브라는 두 팔이 대못에 박혀 신음하고 있었다. 크로커다일은 코브라에게 '플루톤'의 위치를 묻는다. |    |                                                                                     |                                                 |               |   |                  |   |
| 118 | 26 | "왕가의 비밀! 고대 병기 플루톤" "王家に伝わる秘密！古代兵器プルトン"                | 엔도 유지                                       | 시마다 미치루 | - | 2002년 7월 14일  | - |
| '플루톤'이란 섬 하나를 날려버릴 위력을 지닌 고대 병기로서 알라바스타 왕국 어딘가에 숨겨져 있었고, 크로커다일이 지금의 일을 벌인 것도 바로 그것을 찾기 위함이었음이 밝혀진다. 그런 것은 모른다는 코브라의 항변에, 크로커다일은 아르바나 중앙 광장에 강력 폭탄을 떨어뜨려 국왕군과 반란군을 모조리 쓸어버릴 것이라고 협박한다. 이어 크로커다일이 역사가 적혀 있는 포네그리프가 어디 있는지 찾자, 코브라가 직접 그것이 있는 곳으로 안내하기 시작한다. 미스 더블핑거의 온갖 가시 변형공격을 피해가며 크리마택트의 원리를 연구하던 나미는 미스 더블핑거를 전기볼로 감전시키는 데 성공한 다음, 크리마택트의 '토네이도 템포' 기술을 활성화시켜 만신창이가 된 미스 더블핑거를 회전시켜 날려 버린다. 이로서 아르바나 북쪽의 결투도 나미의 승리로 마무리된다. 한편, 나미와 미스 골드핑거를 떠나보낸 조로는 온몸이 칼날로 변하는 악마의 열매 능력자 미스터 원과의 검술대결에 나선다. 몸 자체가 강철로 되어 있기에 칼로 강철을 베어야 하는 모순과 맞닥뜨린 조로는 이 상황을 이겨내어 한단계 더 강해질 것을 다짐한다. |    |                                                                                     |                                                 |               |   |                  |   |
| 119 | 27 | "검호의 비법! 강철을 베는 힘과 사물의 호흡" "豪剣の極意！鋼鉄を斬る力と物の呼吸"    | 사카이 무네히사                                 | 다케가미 준키 | - | 2002년 7월 12일  | - |
| 싹둑싹둑 열매를 먹은 이래 검사에게 당해본 적이 없다고 자부하는 미스터 원. 그런 상대를 만난 조로 역시 상처 하나 낼 수 없어 고전한다. 미스터 원의 공격으로 베어진 건물 아래 깔려버린 조로는 문득 어린 시절 사부님이 가르쳐주었던, 진정 최강의 검사는 아무것도 베지 않으면서도 강철도 벨 수 있는 법이라는 사실을 떠올린다. 다시 한번 미스터 원을 공략했으나 반격과 함께 가슴이 썰려버린 조로는, 오히려 죽음의 경지 속에서 자연의 호흡을 알아내는 데 성공하고, 그것이 곧 강철도 베는 힘임을 깨닫는다. 강철을 벨 수 있게 된 조로가 미스터 원에게 마지막 일격을 날림으로서 아르바나 북쪽의 결투는 조로의 승리로 마무리된다. |    |                                                                                     |                                                 |               |   |                  |   |
| 120 | 28 | "싸움은 끝났다! 백기를 든 코자" "戦いは終わった！コーザが掲げた白い旗"              | 가도타 히데히코                                 | 다케가미 준키 | - | 2002년 8월 4일   | - |
| 바로크 워크스의 '오피스 에이전트'와의 결전에서 승리한 우솝과 쵸파, 나미와 조로, 상디는 비비가 왕국군과 무사히 만났는지 걱정한다. 그 시각 차카는 자칼의 모습으로 변신해 크로커다일에게 맞서 보지만 소용이 없었다. 중앙 광장의 폭파시각까지 25분 남은 그 때, 왕궁으로 들어온 반란군 수장 코자는 국왕이 크로커다일에게 죽어가는 모습을 목격하고 진실을 깨닫는다. 자칼이 끝까지 목숨을 바치며 크로커다일을 상대하는 사이, 코자는 국왕군을 데리고 왕궁 밖으로 나와 항복기를 치켜들며 싸움은 끝났다고 설득한다. 그러나 국왕군 속에 잠입해 있던 바로크 워크스의 스파이가 코자를 총으로 쏘아 버린다. |    |                                                                                     |                                                 |               |   |                  |   |
| 121 | 29 | "돌아온 영웅, 루피!" "ビビの声の行方！英雄は舞い降りた！"                           | 고사카 하루메                                   | 다케가미 준키 | - | 2002년 8월 11일  | - |
| 총을 맞고 쓰러진 코자는 누워서도 싸우지 말라는 외침을 이어나간다. 그러나 크로커다일의 모래바람이 도시에 불어닥쳐 혼란해진 가운데, 국왕군과 반란군 양측의 스파이가 발포를 일으키면서 결국 양측간의 전투가 재개되어 버린다. 광장의 폭탄이 터지기까지 15분밖에 남지 않은 상황에서 크로커다일은 비비의 멱살을 잡으며 너는 절대로 나라를 구할 수 없다는 조롱과 함께 성벽 아래로 떨어뜨린다. 그러나 그 때 공중에서 매로 변한 카루에 올라탄 루피가 추락하는 비비를 구출한다. 루피를 확실히 죽여두었다고 생각했던 크로커다일은 크게 당황하고, 루피의 동료들은 기쁨을 감추지 못한다. 루피는 동료들에게 크로커다일을 무찌르고 오겠다고 다짐하며 크로커다일이 서있는 왕궁 위로 올라간다. 그런 뒤 루피는 놀랍게도 크로커다일에게 일격을 날리는 데 성공한다. 앞서 루피는 사막에서 크로커다일에게 붙잡혔을 때, 유바에서 받은 물이 크로커다일에게 닿아 실체화된 것을 목격했었다. 크로커다일은 몸에 물이 닿으면 고형화되어 모래로 바꿀 수 없다는 약점을 알아내고, 커다란 물탱크를 짊어지고서 물을 뿌려가며 공격했던 것이었다. |    |                                                                                     |                                                 |               |   |                  |   |
| 122 | 30 | "모래 악어 VS 물 먹은 루피!" "砂ワニと水ルフィ！決闘第2ラウンド"                    | 후지세 준이치 (연출) 요코야마 겐지 (스토리보드) | 시마다 미치루 | - | 2002년 8월 18일  | - |
| 광장의 폭파 시간까지 남은 시간은 10분, 루피의 동료들은 광장에 득실거리는 바로크 워크스의 밀리언즈 병력들을 모조리 해치우고 폭탄이 있는 곳을 찾아 나서기로 한다. 반격에 나선 크로커다일은 루피가 메고 있던 물탱크를 날려버리지만, 루피는 고무처럼 늘어난 뱃속에 물탱크의 물을 잔뜩 머금는 기지를 발휘하고, 크로커다일에게 큼직한 물방울을 뿜은 뒤 주먹을 날리는 식으로 또다시 일격을 가한다. 정신을 차린 크로커다일은 물체를 말려버리는 능력으로 지면을 바스러뜨리기 시작한다. 그 모습을 지켜보던 미스 올선데이, 본명 니코 로빈은 코브라 국왕을 협박하여 포네그리프가 적힌 장소로 향한다. 타시기가 니코 로빈의 앞을 막고 국왕을 풀어주라고 하지만 니코 로빈의 꽃꽃 열매 능력에 힘을 쓰지 못한다. 같은 시각 바스러지는 지면으로부터 겨우 목숨을 부지하던 루피는 갑자기 나타난 크로커다일에게 온몸의 수분을 전부 빼앗겨 버린다. |    |                                                                                     |                                                 |               |   |                  |   |
| 123 | 31 | "왕가의 신전을 향해 달려라 루피!" "ワニっぽい！王家の墓へ走れルフィ！"              | 시미즈 준지                                     | 시마다 미치루 | - | 2002년 8월 25일  | - |
| 수분을 빼앗기고 미라 상태가 되어버린 루피는 앞서 크로커다일에게 쏘았다가 공중으로 빗나갔던 거대 물방울이 정확한 타이밍에 루피의 몸으로 떨어지면서 다시 수분을 되찾게 된다. 같은 시각 알라바스타 왕국 서쪽의 지하무덤으로 향한 니코 로빈과 코브라. 니코 로빈은 포네그리프를 해독할 수 있으며 플루톤의 위치를 알기 위해 크로커다일과 협력하게 되었다고 밝혔다. 한편 시내 중심가에서 니코 로빈에게 당해버린 타시기는 크로커다일을 찾는 루피에게 방향을 가르쳐 준다. 포네그리프의 비문을 읽어내려가던 니코 로빈은 크로커다일에게 플루톤의 위치가 적혀 있지 않다고 밝히지만, 배신자라 생각한 크로커다일은 갈고리로 니코 로빈의 가슴을 꿰뚫어 버린다. 무덤에 도착한 루피는 크로커다일이 내려간 지하통로를 발견하고 그곳으로 달려간다. |    |                                                                                     |                                                 |               |   |                  |   |
| 124 | 32 | "다가오는 악몽의 시간! 모래모래단 비밀기지" "悪夢の時迫る！ここは砂砂団秘密基地"    | 엔도 유지                                       | 시마다 미치루 | - | 2002년 9월 1일   | - |
| 드디어 크로커다일과 다시 대적한 루피는 이번에는 물 대신 피를 묻혀 싸우기 시작한다. 크로커다일도 갈고리의 외피를 벗겨 드러난 독바늘로 상대하기 시작한다. 비비는 폭탄을 쏘아올릴 곳이 과거 모래모래단의 비밀기지였던 곳이라고 짐작한다. 타시기는 너의 정의를 따르라는 스모커 대령의 말을 떠올리며, 해병들과 함께 폭탄을 찾는 밀짚모자 해적단를 엄호해 준다. 비비가 찾아간 곳은 광장이 잘 보이는 거대 시계탑 위의 내부 공간. 그곳에 숨어 있던 포수 '미스 파더스데이'와 '미스 세븐'은 페루를 총으로 쏘아 버린다. |    |                                                                                     |                                                 |               |   |                  |   |
| 125 | 33 | "내 이름은 알라바스타의 수호신, 페루!" "偉大なる翼！我が名は国の守護神ペル"         | 가도타 히데히코                                 | 스가 요시유키 | - | 2002년 9월 8일   | - |
| 쵸파의 등에 탄 비비는 동료들의 도움을 받아가며 꼭대기로 올라가기 시작한다. 포격 1초 전에 가까쓰로 포수들을 날려버린 비비는 포탄 그 자체가 시한폭탄임을 깨닫고, 더 이상 막을 방법이 없어 절망한다. 그 순간 페루가 비비의 눈앞에 나타나, 어린 시절 비비 공주와의 추억을 회상하며, 왕가의 휘하에서 일할 수 있었기에 자랑스럽다는 말과 함께, 거대한 포탄을 매 발톱으로 들고 있는 힘껏 상공 저 높이 올라간다. 자신은 알라바스타의 수호신, 팔콘이란 말을 마지막으로, 페루는 시한포탄과 함께 폭사한다. |    |                                                                                     |                                                 |               |   |                  |   |
| 126 | 34 | "악몽의 끝을 알리는 빗방울!" "越えていく！アラバスタに雨が降る！"                   | =사카이 무네히사                                | 시마다 미치루 | - | 2002년 9월 15일  | - |
| 페루의 희생을 목도한 비비는 폭발이 일어났음에도 여전히 싸움을 그치지 않는 국왕군과 반란군을 향해 싸움을 멈추라고 외친다. 같은 시각 서서히 무너져 가는 지하무덤 속에서 이 나라는 자신의 것이라는 크로커다일과 동료가 포기하지 않는 이상 계속해서 싸우겠다는 루피가 최후의 결전을 벌이고 있었다. 루피는 크로커다일을 넘어서겠다는 말과 함께, 무기력해진 크로커다일을 무덤 천장으로 올린 다음, 고무고무 금강보도 기술로 무한 연타를 날리기 시작한다. 엄청난 연타에 크로커다일은 무덤 천장과 암반을 뚫고 지상 저 멀리 날아가 버린다. 믿기지 않는 광경을 목격한 비비는 할 말을 잃고, 루피의 동료들은 기쁨을 감추지 못한다. 그와 동시에 국왕군과 반란군이 싸움을 벌이던 중앙 광장에 단비가 내리면서 드디어 싸움이 그친다. 비비는 광장에 모인 국민들을 향해 악몽은 끝났다고 선언하고, 코브라의 감사 인사를 받은 루피는 행복한 미소를 짓는다. |    |                                                                                     |                                                 |               |   |                  |   |
| 127 | 35 | "정의의 이름으로!" "武器よさらば！海賊といくつかの正義"                             | 고사카 하루메                                   | 스가 요시유키 | - | 2002년 10월 6일  | - |
| 기적처럼 살아 돌아온 이가람과, 나노하나에서 바로크 워크스의 습격에 당한 어린아이가 호위대장 차카에게 모든 진실을 털어놓는다. 코브라는 크로커다일의 독바늘에 당한 루피와 더불어 밀짚모자 해적단 전원을 치료해 주기로 한다. 타시기는 크로커다일에게 칠무해의 칭호를 압수한다. 때마침 해군 장교 '히나'와 함께 알라바스타 왕국으로 돌아온 스모커는 바로크 워크스의 인공강우선과 크로커다일을 실어나르기로 한다. 기진맥진한 밀짚모자 해적단이 쏟아지는 비를 맞이하던 그 시각, 유바의 토토 할아버지도 코자를 생각하며 자신의 기다림이 배신하지 않았다고 혼잣말한다. 스모커의 배로 복귀한 타시기는 정의를 지키지 못하고 해적들을 도운 그 순간들을 부끄러워하는 한편으로 더욱 강해지겠다고 눈물로 맹세한다. |    |                                                                                     |                                                 |               |   |                  |   |
| 128 | 36 | "해적들과의 잔치 그리고 알라바스타 탈출작전!" "海賊たちの宴とアラバスタ脱出作戦！"  | 시미즈 준지                                     | 스가 요시유키 | - | 2002년 10월 6일  | - |
| 코브라 국왕의 극진한 간호와 대우를 받게 된 밀짚모자 해적단. 목욕탕에서의 즐거운 시간을 보내던 중, 코브라 국왕은 살아 돌아온 이가람에게 이 나라의 한 국민으로서 감사의 큰절을 올린다. 며칠이 지나고 알라바스타 왕국에 밀짚모자 루피와 롤로노아 조로의 현상금이 올랐다는 소식이 전해진다. 이가람은 해군본부에서 직접 움직이게 될 것이라 예상하고 루피 일행에게 알려주러 왔지만, 이미 그들은 떠나고 없었다. 비비는 루피 일행이 떠나기 전, 내일 12시 정각에 고잉메리호를 가까이 델 테니, 동료가 되고 싶다면 그때의 기회를 노리라 말했다고 밝힌다. 초 카루가모 부대를 타고 고잉메리호로 건너온 루피 일행은 그동안 우정의 힘으로 해군들로부터 선박을 지켜준 봉쿠레에게 감사를 표한다. |    |                                                                                     |                                                 |               |   |                  |   |
| 129 | 37 | "우정을 위한 선택과 비비가 전하는 모험담!" "始まりはあの日！ビビが語る冒険譚！"     | 니시오 다이스케                                 | 스가 요시유키 | - | 2002년 10월 20일 | - |
| 다음 날 아침, 비비는 알라바스타 왕국 전역에 방송될 연설을 준비하고 있었다. 고잉메리호는 해군대령 '검은감옥의 히나'의 함선에게 포위되어 이리저리 피해다니는 상황이었다. 비비와의 약속을 전해듣고 친구를 생각해 주는 마음에 감격한 봉쿠레는 자신이 해군을 따돌리겠노라 자처한다. 이후 봉쿠레는 밀짚모자 해적단에게 너희들을 절대로 잊지 않겠다는 말을 남기며 스스로 미끼가 되어 고잉메리호의 포위망 탈출을 성공시킨다. 약속한 시간을 넘겨 기다려 주었음에도 모습을 보이지 않는 비비. 그런데 전국에 방송되는 비비의 연설 목소리가 왕궁이 아닌 전보벌레로부터 나왔다는 사실이 밝혀진다. 알고 보니 비비는 고잉메리호가 잠깐 들르기로 한 그 장소에 정말 나와 있었다. 하지만 비비는 해적단 합류가 아닌 작별 인사를 하러 왔음을 밝히고, 그 이유로 모험보다도 이 나라를 지키기 위해 남을 수밖에 없었다며 눈물을 흘린다. 또다시 시작된 해군의 추격 속에 루피 일행은 비비가 혹시나 우리와 연관되어 해코지당하는 일이 없도록 조용히 헤어지기로 한다. 그대로 배가 멀어지는가 싶더니, 밀짚모자 해적단 모두가 뒤돌아 서서, 손목에 새겨두었던 동료의 증표, X자 표시를 위로 치켜세운 광경이 펼쳐진다. 이것으로 무슨 일이 있어도 우린 동료라는 메시지를 확인한 비비 역시 활짝 웃으며 손목의 X자 표시를 위로 들어올린다. |    |                                                                                     |                                                 |               |   |                  |   |
| 130 | 38 | "일곱 번째 동료, 니코 로빈!" "危険な香り！七人目はニコ・ロビン！"                   | 이케다 요코                                     | 스가 요시유키 | - | 2002년 10월 27일 | - |
| 해군을 따돌린 밀짚모자 해적단은 다음 행선지로 나아가고, 비비는 알라바스타 재건이라는 새로운 목표를 향해 달려나간다. 스모커 대령 역시 언젠가 다시 만날 밀짚모자 해적단과의 담판을 각오한다. 비비의 빈자리를 그리워하던 밀짚모자 해적단의 앞에 갑자기 니코 로빈이 모습을 드러낸다. 그리고는 어떠한 적의 없이 자신을 동료로 삼아 달라고 제안한다. 사실 니코 로빈은 크로커다일의 최종작전이나, 고대 병기 플루톤에는 아무런 관심이 없었고, 오로지 세계의 진짜 역사가 새겨진 '리오 포네그리프'를 찾아 알라바스타 왕국에 온 것이었다. 역사를 탐구하는 과정에서 너무나도 많은 적들을 상대하는 것이 힘들었던 니코 로빈은 무너지는 지하무덤에 그대로 수장되는 운명을 택했으나, 루피가 나서서 코브라 국왕과 함께 구해내면서 목숨을 건질 수 있었다. 바로크 워크스도 해체되고 이제는 돌아갈 곳이 없어지자 고잉메리호에 승선하기로 한 것이다. 사정을 파악한 루피는 나쁜녀석이 아니라는 것을 확인하고 동료로 받아들이기로 한다. 이어지는 자기소개에서 니코 로빈은 자신이 고고학자이며 8살 때부터 20년 간 세계정부의 추격을 피해 살아 왔으며, 그 과정에서 크로커다일을 비롯한 악당들과도 의탁하게 되었다고 밝힌다. 그런 니코 로빈의 솔직함에 밀짚모자 해적단의 동료들은 탐탁치 않아하면서도 마음의 문을 연다. 마지막으로 공중 폭파로 죽은 줄 알았던 알라바스타 왕국의 페루가 살아 돌아와 자신의 가묘와 마주하는 연출이 등장한다. |    |                                                                                     |                                                 |               |   |                  |   |